# 중국날다람쥐
중국날다람쥐(Petaurista xanthotis)는 다람쥐과에 속하는 설치류의 일종이다. 중국과 라오스에서 발견된다. 중국 고지대 가문비나무 숲에서 서식한다. 야행성 동물로 어린 새싹과 잎, 잣 등을 먹는다. 나무 속에 둥지를 만들지만 겨울잠을 자지는 않는다. 보통 2마리의 새끼를 낳는다.